# Haro (rivière)
La rivière Haro est une rivière pakistanaise d'une longueur de 120 km qui coule dans les provinces du Khyber Pakhtunkhwa et du Pendjab.  Elle est un affluent de l'Indus.